# Йълдъз Хамидийе джамия
Йълдъз Хамидийе джамия (на турски: Yıldız Hamidiye Camii), наричана още Йълдъз джамия (на турски: Yıldız Camii), е османска имперска джамия, разположена в квартал Йълдъз на район Бешикташ в Истанбул, Турция, по пътя към двореца Иълдъз Кьошк. Джамията е поръчана от османския султан Абдул Хамид II и е построена между 1884 и 1886 г. Джамията е построена върху правоъгълен план и има едно минаре. Архитектурата на джамията е комбинация от неоготически стил и класически османски мотиви. Бронзова колонада, издигната от Абдул Хамид II на площад Марджех в Дамаск, Сирия, носи реплика на статуята на джамията Йълдъз на върха.
На 4 август 2017 г. джамията е отворена отново от президента Реджеп Тайип Ердоган след 4 години реставрационни работи, които струват 27 милиона турски лири (7,6 милиона долара).

## Опит за убийство на Абдул Хамид II
На 21 юли 1905 г. членове на Арменската революционна федерация се опитват да убият Абдул Хамид II, като поставят бомба в конска карета пред джамията, събитие, известно като опитът за убийството на Йълдъз. Въпреки че бомбата не успява да убие султана поради непредвидено забавяне, тя убива 26 други и ранява още 58 души. Опитът е в отговор на погромите и кланетата срещу арменци и други малцинства в Османската империя, извършени от правителството на Абдул Хамид II, известни като Хамидските кланета.